# FA Charity Shield 1920
Lo FA Charity Shield 1920, noto in italiano anche come Supercoppa d'Inghilterra 1920, è stata la 7ª edizione della Supercoppa d'Inghilterra.
Si è svolto il 15 maggio 1920 al White Hart Lane di Londra tra il West Bromwich, vincitore della First Division 1919-1920, e il Tottenham, vincitore della Second Division 1919-1920.
A conquistare il titolo è stato il West Bromwich che ha vinto per 2-0 con una doppietta di Andy Smith.

## Partecipanti
| Squadre       | Qualificazione                            | Partecipazioni precedenti (il grassetto indica la vittoria) |
| ------------- | ----------------------------------------- | ----------------------------------------------------------- |
| West Bromwich | Vincitore della First Division 1919-1920  | Nessuna                                                     |
| Tottenham     | Vincitore della Second Division 1919-1920 | Nessuna                                                     |

## Tabellino
| Londra 15 maggio 1920                      | West Bromwich | 2 – 0 referto | Tottenham | White Hart Lane (38.168 spett.) |
| \| \| \| \| \| A. Smith \| Marcatori \| \| |               |               |           |                                 |
|                                            |               |               |           |                                 |
| A. Smith                                   | Marcatori     |               |           |                                 |

### Formazioni
| West Bromwich: |    |                  |
|                |    |                  |
| P              | 1  | Hubert Pearson   |
| D              | 2  | Joe Smith        |
| D              | 3  | Jesse Pennington |
| C              | 4  | Sam Richardson   |
| C              | 5  | Sid Bowser       |
| C              | 6  | Bobby McNeal     |
| A              | 7  | Jack Crisp       |
| A              | 8  | Andy Smith       |
| A              | 9  | Alf Bentley      |
| A              | 10 | Fred Morris      |
| A              | 11 | Howard Gregory   |
| Allenatore:    |    |                  |
| Fred Everiss   |    |                  |

| Tottenham:      |    |                  |
|                 |    |                  |
| P               | 1  | Bill Jaques      |
| D               | 2  | Thomas Clay      |
| D               | 3  | Bob Brown        |
| C               | 4  | Jimmy Archibald  |
| C               | 5  | Bert Smith       |
| C               | 6  | Arthur Grimsdell |
| A               | 7  | Jimmy Banks      |
| A               | 8  | Jimmy Seed       |
| A               | 9  | Jimmy Cantrell   |
| A               | 10 | Bert Bliss       |
| A               | 11 | Jimmy Dimmock    |
| Allenatore:     |    |                  |
| Peter McWilliam |    |                  |